# UDA Gramenet
Unión Deportiva Atlético Gramenet Milán – hiszpański klub piłkarski, grający w Tercera División, mający siedzibę w mieście Santa Coloma de Gramenet.

## Sezony
- 18 sezony w Segunda División B
- 21 sezonów w Tercera División

## Byli piłkarze
- Anselmo Eyegue
- Jacinto Elá
- Oussama Souaidy
- Luis Roberto García Toral
- Jorge Rojas Justicia
- Curro Torres
- Unai Vergara
- Tito Vilanova